# Стришинський Анатолій Михайлович
Анатолій Михайлович Стришинський (нар. 7 квітня 1899, Полтавщині — після 1960, Австралія) — український військовик та діяч автокефального руху. поручник Армії УНР, диякон першої і священник другої формації УАПЦ. Діяч православ'я в Австралії.

## Біографія
Народився 7 квітня 1899 року в священицькій родині на Полтавщині. Закінчив Полтавське духовне училище й два класи Полтавської духовної семінарії та прискорений курс Віленської військової школи. Учасник Першої світової війни і Визвольної боротьби в Україні 1918—1920 в ранзі поручника Армії УНР.
25 квітня 1925 рукоположений на диякона Архиєпископом Харківським Олександром Ярещенком. Після погрому УАПЦ, припинив пастирську діяльність, але з приходом німецьких військ почав шукати можливості прийняти ієрейські свячення. 16 червня 1942 рукоположений на священника Митрополитом Харківським УПАЦ Феофілом Булдовським.
Від 20 червня 1942 року по 20 березня 1943 був настоятелем парафії УАПЦ в селі Демидівці і благовісником Решетилівського району на Полтавщині, а 1943 вже емігрував до Німеччини, де став настоятелем парафії в Гайденаві (Німеччина).
31 березня 1947 — 24 квітня 1949 — настоятель парафії УАПЦ в Гайдельбергу (Німеччина).

### Еміграція до Австралії
До Австралії приїхав в 1949 і від 7 серпня 1949 року священнослужитель у сіднейських православних парафіях як настоятель або другий священник (Сідней-Гомбуш, Ньюкасл, Редферн, Блектавн). Отець Анатолій був першим настоятелем Святопокровської Парафії у Сіднеї. У 19 травня 1952 отець Анатолій на власне бажання залишає УАПЦ і переходить до Білоруської Автокефальної Православної Церкви в розпорядження архиєпископа Сергія Охотенка. Від 8 травня 1960 року настоятель Свято Миколаївської парафії Української Православної Церкви Австралії в Кабраматті.
Меценат Фундації Українознавчих Студій в Австралії та Кафедри Українознавства в Австралії.